# Tiráž

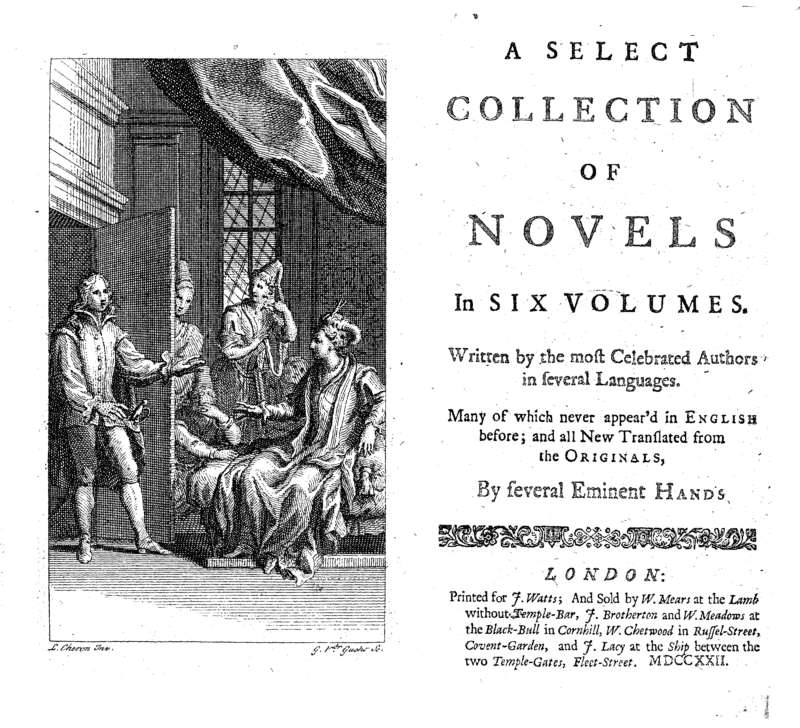
Titulní strana díla A Select Collection of novels s tiráží

Tiráž (z francouzštiny tirage, což znamená náklad) je soupis údajů, obsahující technické a vydavatelské informace a uvedený v periodické i neperiodické tiskovině (noviny, časopis, kniha).

## Umístění
V knize je tiráž zpravidla umisťována na poslední stranu knihy. Nesprávně bývá také umisťována na začátku knihy místo impresa. Tiráž obsahuje informace povinné (na základě zákona o neperiodických publikacích) a nepovinné.
Dle knihy „Polygrafické názvosloví“ je tiráž: věcně uspořádané povinné údaje nakladatele, vydavatele a tiskárny, obvykle předepsané příslušnou právní normou, uvedené na konci knihy, v hlavičce nebo na poslední stránce novin (v časopisech bývá umístěna různě).

## Zákonem povinné údaje (Zákon č. 37/1995 Sb., § 2, odst. 1)
- Jméno autora, název díla, jméno překladatele (jde-li o překlad)
- Název nakladatelství a adresa
- Obchodní jméno  a sídlo výrobce tiskoviny a rok, ve kterém byla vydána
- Rok prvního vydání (je-li znám)
- Originální název díla a původního nakladatele (jde-li o překlad)
- Označení nositele autorských práv (umísťováno do impresu)
- Číslo Mezinárodního standardního číslování knih (ISBN), pokud bylo uděleno (umísťováno do impresu)

Krajský úřad uloží vydavateli neperiodické publikace, která neobsahuje povinné údaje, pokutu do výše 50 000 Kč a pokutu do výše 25 000 Kč tomu, kdo takovou publikaci veřejně šíří.

## Nepovinné údaje
- Autor typografické úpravy[pozn. 1]
- Odpovědný redaktor, výtvarný redaktor, technický redaktor[pozn. 1]
- Editor[pozn. 1]
- Autoři předmluvy, doslovu apod.
- Počet stran
- Edice, svazek v edici
- Vydání
- DPC – doporučená prodejní cena[pozn. 2]
- Výše nákladu[pozn. 3]
- ISBN (musí být však povinně uváděno v impresu)
- Informace o množství měrných jednotek při jejich tisku (vydavatelský arch, autorský arch)

## Tiráž v periodických  publikacích
Vydavatel je povinen zajistit, aby v každém vydání periodického tisku byly uvedeny údaje:
- název periodické tiskoviny  a období, v nichž je vydávána
- číslo a den vydání
- název, sídlo a identifikační číslo, je-li vydavatel právnickou osobou, nebo jméno příjmení a místo trvalého pobytu, je-li  vydavatel fyzickou osobou a provozuje tuto činnost na základě živnostenského oprávnění, jeho IČO a místo podnikání
- ministerstvem přidělené Evidenční číslo periodického tisku a identifikátor periodické publikace (ISSN).

Tyto povinné údaje otištěné v tiráži nesmějí být neúplné či neplatné.

## Povinnosti předchozího období
Rozsáhlejší bylo množství uváděných údajů před platností současného zákona. Tyto údaje již nyní nejsou uváděny, některé z obchodních důvodů (výše nákladu, doporučená cena), jiné jsou profesionálním opomenutím nakladatele (neuvedení jména odpovědného redaktora publikace).